# Cascada de Pliva
Pliva es un cascada que se encuentra en la ciudad de Jajce, en el centro de Bosnia y Herzegovina, donde el río Pliva desemboca en el río Vrbas. Tenía 30 metros de altura, pero después de un terremoto en plena guerra de Bosnia y los ataques a la planta de energía aguas arriba del río, la zona fue inundada y ahora la caída de agua es de 22 metros de altura. Es única, ya que está en el centro de la ciudad y es considerada como una de las más bellas en el mundo.